# Ettore Conti
Ettore Conti, né à Sesto San Giovanni le 14 décembre 1924 et mort à Formello le 26 juillet 2018, est un acteur et un doubleur de voix italien.

## Biographie
Ettore Conti est sur scène depuis 1942, en compagnie de Memo Benassi. En 1947, il arrive au Piccolo Teatro di Milano dirigé par Giorgio Strehler, puis passe à d'autres productions, jusqu'à la fin des années 1980.
Dans les années 1960,  1970 et  1980, il a joué dans des dizaines de sketches et participé à des émissions de télévision avec Gino Bramieri, Paolo Villaggio, Walter Chiari, Raimondo Vianello, Sandra Mondaini et Virna Lisi avec qui il fut également le personnage principal dans Carosello.
Entre 1945 et 2004, il a tourné dans une vingtaine de films, courts métrages et séries télévisées.
Parmi les grands acteurs qu'il a doublés figurent Fred Astaire (Drôle de frimousse), Leslie Phillips (Harry Potter à l'école des sorciers), Peter Vaughn, Claude Rich , Ian Holm , Jim Broadbent (Chapeau melon et bottes de cuir) , John Wood (Le Chocolat) .  À la fin des années 1960, il a été la voix de Cesar Romero, Joker dans la série culte Batman  de Bernie Kopell, interprète du médecin à bord dans la série La croisière s'amuse, Arthur Miller, le colonel Fowler dans Chicken Run de Disney et du chapeau parlant de Harry Potter.

## Filmographie partielle
- 1945 :Trent'anni di servizio de Mario Baffico
- 1963 :Amore in quattro dimensioni de Mino Guerrini
- 1964 :Controsesso de Franco Rossi, Marco Ferreri et Renato Castellani
- 1964 : L'Amour en 4 dimensions (Amore in 4 dimensioni de Mino Guerrini et Massimo Mida
- 1987 :Rimini Rimini - Un anno dopo de Bruno Corbucci
- 1999 :Una sola debole voce de Alberto Sironi
- 2004 :La Vie aquatique de Wes Anderson